# European Train Control System

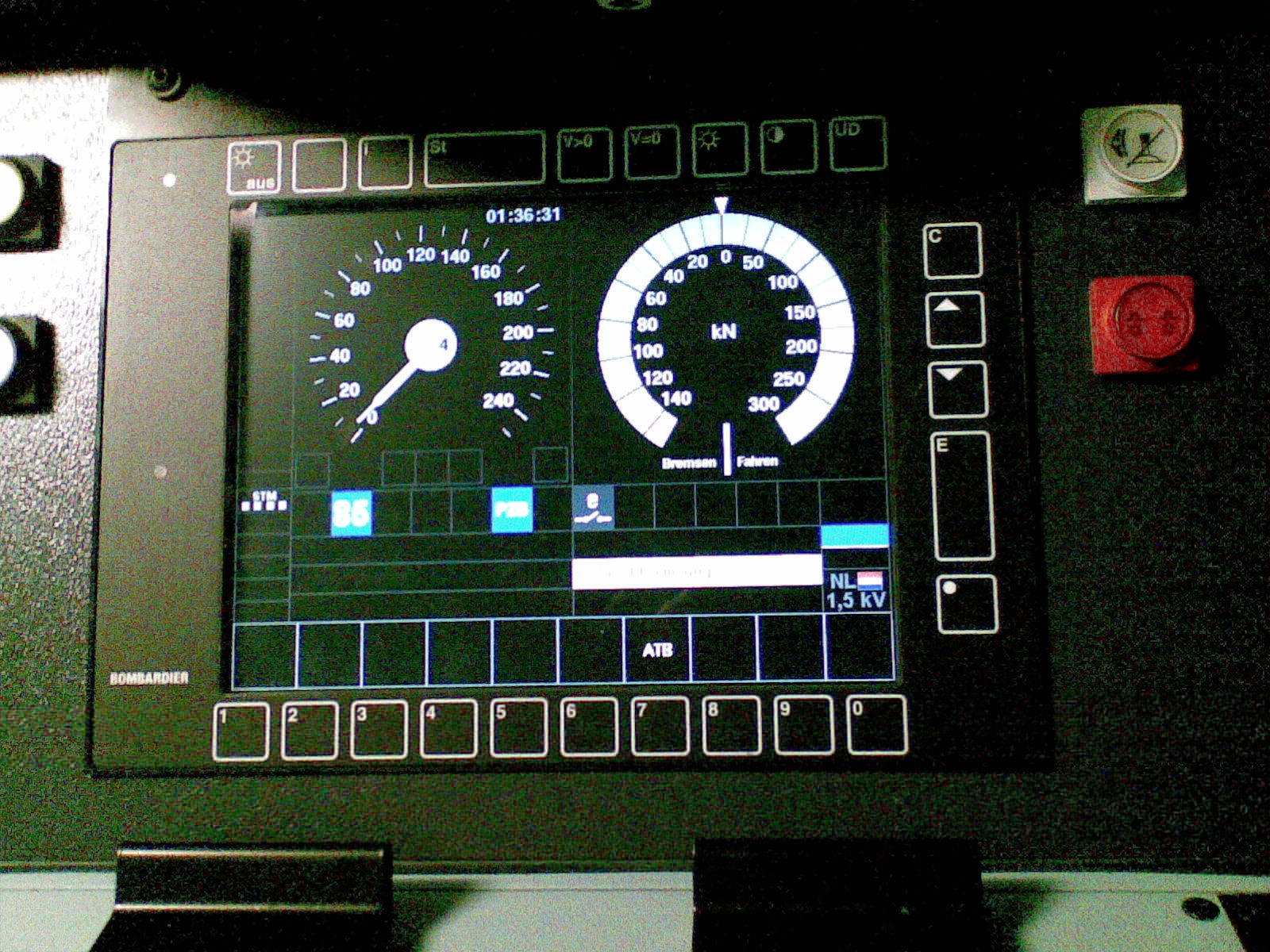
Een voorbeeld van een driver machine interface (DMI, een ETCS-bedieningsscherm). In dit geval wordt de DMI gebruikt als informatiescherm voor het Duitse beveiligingssysteem PZB. De machinist kan alleen aflezen hoe snel de trein rijdt. Hij kan niet zien wat de maximumsnelheid op het spoor is. Ook de informatie over de afstand die de trein nog mag afleggen ontbreekt.

Het European Train Control System (ETCS) is een belangrijk onderdeel van het European Rail Traffic Management System (ERTMS), een Europees project om de beveiliging van het spoor te standaardiseren en te verbeteren.
Het ETCS zet de betekenissen van spoorwegseinen om in ERTMS-rijtoestemmingen en toont deze op de driver machine interface (DMI, het ETCS-bedieningsscherm) in de cabine of stuurpost aan de machinist of treinbestuurder. Belangrijk in de ERTMS-rijtoestemmingen zijn de maximumsnelheid en de maximale afstand die de trein nog mag afleggen. De ETCS-computer in de trein bewaakt dat de maximumsnelheid en de maximale afstand niet worden overschreden. Als dat gebeurt laat de ETCS-computer de trein altijd tijdig remmen.

## De werking van het ETCS

### Informatiestromen
Het ETCS bestaat uit baanapparatuur en treinapparatuur. Tussen de baanapparatuur en de treinapparatuur lopen twee informatiestromen. Er is een informatiestroom voor de positiebepaling van de trein en een informatiestroom voor rijtoestemmingen. Beide zijn essentieel voor de beveiliging.

#### De informatiestroom voor de positiebepaling
- De baanapparatuur omvat eurobalises die in de spoorbaan zijn aangebracht. Eurobalises zijn transponders, ofwel elektronische bakens. Bij het passeren van een trein geeft de Eurobalise zijn locatie door aan die treinapparatuur.
- De treinapparatuur:
  - Verzorgt de positiebepaling ofwel odometrie van de trein op basis van de laatst gepasseerde eurobalise en de daarna afgelegde afstand.[noot 1]
  - Meldt positie van de trein regelmatig aan de ETCS-baanapparatuur via een radioverbinding, GSM–R.[noot 2]
- De baanapparatuur geeft ten slotte de positiemeldingen van ETCS-treinapparatuur weer door aan de spoorwegbeveiliging.[noot 2]

#### De informatiestroom voor de rijtoestemming
- De baanapparatuur:
  - Leidt ERTMS-rijtoestemmingen af van de informatie die afkomstig is van de spoorwegbeveiliging. De ERTMS-rijtoestemming geeft aan wat de maximumsnelheid is, en welke afstand maximaal nog afgelegd mag worden.
  - Geeft de ERTMS-rijtoestemmingen vervolgens door aan de trein, via GSM–R of via eurobalises.[noot 3]
- De treinapparatuur:
  - Toont via cabineseingeving de ERTMS-rijtoestemmingen aan de machinist of treinbestuurder.
  - Biedt treinbeïnvloeding door het bewaken van de maximumsnelheid en de maximaal nog af te leggen afstand van de ERTMS-rijtoestemming. Bij een dreigende overschrijding grijpt de ETCS-treinbeïnvloeding tijdig in met een waarschuwing en als dat nodig is met automatisch remmen.

### ERTMS-rijtoestemmingen
De baanapparatuur van het ETCS geeft rijtoestemmingen door aan de trein. De rijtoestemmingen worden afgeleid van informatie die afkomstig is van de stationsbeveiliging of de blokbeveiliging, beide onderdeel van de spoorwegbeveiliging. Seinen langs de baan spelen daarbij geen rol. ETCS-rijtoestemmingen worden doorgegeven via GSM–R. Het doorgeven van rijtoestemmingen via GSM–R kan continu, dus op elke plaats en op elk tijdstip, onafhankelijk van de positie van de trein. Speciaal voor GSM–R is een aantal GSM-kanalen gereserveerd, zodat de communicatie voor het railverkeer niet verstoord kan worden door overbelasting van publieke gsm-kanalen. Eurobalises kunnen ook ingezet worden om rijtoestemmingen door te geven. In dit geval worden rijtoestemmingen niet continu doorgegeven, maar alleen op de momenten dat de treinantenne over een eurobalise beweegt. Eurobalises hebben daarnaast een functie voor de positiebepaling van de trein.

### Seingeving
Het tonen van de rijtoestemming in de cabine ofwel stuurpost noemt men cabineseingeving of stuurpostsignalisatie. De ETCS-rijtoestemming geeft informatie over de afstand die de trein nog mag afleggen en de maximumsnelheid die daarbij geldt. Waar dat nodig is past de ETCS-computer in de trein die maximumsnelheid aan, bijvoorbeeld voor bogen, voor wissels, bij nadering van het einde van de rijtoestemming, of bij nadering van een punt vanaf waar een lagere maximumsnelheid geldt. De rijtoestemming kan onderweg steeds aangevuld of verlengd worden, zodat treinen op veilige afstand na elkaar over het spoor kunnen blijven rijden. Als een trein het einde van de rijtoestemming nadert neemt de berekende maximumsnelheid af, tot uiteindelijk 0 km/h aan het einde van de rijtoestemming, want de trein mag nooit verder rijden dan het eindpunt van de rijtoestemming. Op deze wijze ontstaat een remcurve, eigenlijk een reeks van afnemende maximumsnelheden. De berekende remcurve is altijd aangepast aan de trein, omdat de ETCS-computer rekening houdt met het remvermogen en het gewicht van de trein. Bij dezelfde snelheid zal een lange, zware goederentrein veel eerder moeten beginnen met remmen dan een lichte passagierstrein. Deze 'seingeving op maat' vergroot de capaciteit van het spoor.

### Treinbeïnvloeding
Het ETCS biedt treinbeïnvloeding die volledig is geïntegreerd met de rijtoestemmingen. Systemen die aan de ETCS-standaard voldoen zijn bijzonder veilig want zij bieden het safety integrity level 4. Als een trein sneller rijdt dan de berekende maximumsnelheid waarschuwt de treinapparatuur. Reageert de machinist of treinbestuurder niet (tijdig) dan grijpt de treinapparatuur van het ETCS in en remt de trein af of brengt de trein tot stilstand.
Er zijn veel systemen voor treinbeïnvloeding. Op basis van hun werking en functie kunnen ze in een aantal groepen van treinbeïnvloedingssystemen worden ingedeeld. De treinbeïnvloedingsfunctie van het ETCS is in te delen bij systemen voor afstandbegrenzing.

### Positiemeldingen
De positie van de trein is belangrijke informatie voor de verkeersleiding van het treinverkeer. Wanneer een trein is voorzien van GSM–R-dataradio doet de treinapparatuur regelmatig een positiemelding via GSM–R. Een positiemelding bevat onder andere de positie, de snelheid en het identificatienummer van de trein. De tijd tussen twee positiemeldingen is instelbaar en bedraagt gewoonlijk enkele seconden. De treinapparatuur doet ook positiemeldingen op andere momenten, bijvoorbeeld na het passeren van specifieke locaties. Het ETCS maakt daarmee een betere (bij)sturing van het treinverkeer mogelijk.
Wanneer de treinapparatuur in staat is met zekerheid vast te stellen dat de trein nog compleet is kan uit de positie van de voorzijde van de trein en de lengte van de trein de spoorbezetting met zekerheid worden afgeleid. In iedere ETCS-positiemelding wordt expliciet aangegeven of de treinintegriteit is vastgesteld, dus of de trein niet gebroken en dus compleet is. Als uit de positiemeldingen blijkt dat de treinintegriteit is gegarandeerd is apparatuur voor treindetectie in de spoorbaan, inclusief de bijbehorende kostbare bekabeling, voor een groot deel overbodig.

## Rijtoestemming
De rijtoestemming is een centraal begrip binnen het ERTMS/ETCS. De rijtoestemming bevat informatie over de spoorbaan en geeft aan hoe ver de machinist of treinbestuurder nog mag rijden. De rijtoestemming ontstaat in een seinhuis of verkeersleidingspost en wordt in een aantal stappen doorgegeven aan de machinist. In een boordcomputer in de trein wordt uit de informatie over de spoorbaan en de kenmerken van de trein berekend wat de maximumsnelheid is en hoe lang de remweg bij een bepaalde snelheid is. Deze informatie wordt zichtbaar gemaakt op de driver machine interface (DMI).
Bij spoorwegbeveiligingssystemen die niet aan de ERTMS-standaard voldoen wordt de rijtoestemming gewoonlijk met spoorwegseinen gegeven.

Snelheidsprofielen van het ETCS

### De verkeersleiding
Een rijtoestemming ontstaat als de computerapparatuur of de treindienstleider een rijweg instelt. Een rijweg is de route die een trein over rails en eventuele wissels aflegt. Deze rijweg wordt door de rijwegbeveiliging aan de hand van strikte veiligheidsregels beoordeeld. Als de rijweg veilig is, legt het interlockingsysteem de rijweg vast, legt waar nodig wissels om en produceert een rijtoestemming die correspondeert met de rijweg.
In de afbeelding met snelheidsprofielen van het ERTMS is een spoorwegdiagram opgenomen zoals die gebruikt zou kunnen worden in een verkeersleidingspost. De rode lijn die overgaat in de groene, te zien op het schematische spooremplacement correspondeert met een ingestelde rijweg. Het rode deel is het deel waar de trein op rijdt, het groene deel is vergrendeld en beveiligd voor een veilige weg van de trein over het spoor. De rijtoestemming van de trein strekt tot het einde van het groene deel.

### Snelheidsprofielen
Omdat de maximumsnelheid op een baanvak kan variëren worden maximumsnelheden ook wel snelheidsprofielen genoemd, in het Engels speed profiles. De zwart gestreepte lijnen in de afbeelding zijn voorbeelden van snelheidsprofielen.

### Meest restrictieve snelheidsprofiel
De treinapparatuur bewaakt de maximum toegelaten snelheid van de trein zelf. Daarnaast vergelijkt de treinapparatuur dit maximum met de maximumsnelheden die samenhangen met de eigenschappen van de spoorbaan. Als spoorgerelateerde maxima per treintype variëren gaat de treinapparatuur natuurlijk uit van het maximum dat geldt voor de eigen trein. Door voor elk deel van het traject steeds de laagste maximumsnelheid te kiezen, berekent de treinapparatuur op simpele wijze het meest restrictieve snelheidsprofiel.
In de afbeelding geeft de dikke grijze lijn aan wat het meest restrictieve snelheidsprofiel is.

### Dynamisch snelheidsprofiel
Het meest restrictieve snelheidsprofiel houdt geen rekening met de lengte en de remweg van de trein. Daarom berekent de ERTMS-treinapparatuur continu en binnen strikte veiligheidsmarges hoe snel de trein mag rijden en vanaf welk punt de trein snelheid moet gaan verminderen. Als een trein het einde van de rijtoestemming nadert, neemt de berekende maximumsnelheid af, tot uiteindelijk 0 km/h aan het einde van de rijtoestemming. Dit is het dynamische snelheidsprofiel. Bij het berekenen van het dynamische snelheidsprofiel wordt onder andere, naast veiligheidsmarges, rekening gehouden met het remvermogen van de trein en hellingen in de spoorbaan. Een verhoging van de maximumsnelheid geldt pas als de trein het gebied waarvoor een lagere maximumsnelheid geldt in zijn geheel is gepasseerd. In de afbeelding is het dynamische snelheidsprofiel oranje aangegeven.
De treinapparatuur berekent meerdere dynamische snelheidsprofielen. Er is bijvoorbeeld een dynamisch snelheidsprofiel voor remopdrachten, voor waarschuwingen als remopdrachten niet of onvoldoende worden opgevolgd, en er is een dynamisch snelheidsprofiel voor het starten van remingrepen waarbij de trein tot stilstand wordt gebracht. Dit laatste dynamische snelheidsprofiel is het meest steil.

## Driver machine interface
Het ETCS-bedienscherm wordt de driver machine interface (DMI) genoemd. De DMI toont veel informatie. De seingeving is zichtbaar in de snelheidsklok, en de informatie over de treinbeïnvloeding is daarmee geïntegreerd. De DMI heeft ook een planningsdeel met informatie over het spoor voor de trein, zoals de helling en plaatsen waar de maximumsnelheid wijzigt. Het planningsdeel kan tot 32 kilometer vooruit kijken zodat de machinist of treinbestuurder vroegtijdig op de situatie op het spoor kan anticiperen.
Hier is de touchscreenversie afgebeeld. De DMI is in delen onderverdeeld. Naast de snelheidsklok en het planningsdeel is er direct onder de snelheidsklok ruimte voor aanvullende rij-informatie en daaronder tekstberichten. Onder het planningsdeel is er nog ruimte voor het weergeven van de tijd en de positie op het spoor. Bij de touchscreenversie staan alle bedieningsknoppen op het bedieningsscherm, waarvan de belangrijkste rechts op de DMI in een hoofdmenu zijn ondergebracht.

### Snelheidsklok
De snelheidsklok heeft een forse plaats links boven in de driver machine interface. Het toont de berekende maximumsnelheid aan de machinist of treinbestuurder. De driver machine interface geeft de maximumsnelheid die de ETCS-computer berekent aan met een band rond de snelheidsklok. De naald geeft de snelheid van de trein aan, zowel analoog (met de naald) als digitaal (het getal in de as van de naald).
De kleur van die naald en de band rond de snelheidsklok spelen een belangrijke rol bij de cabineseingeving, want de kleuren gelden als sein. De kleuren hebben de volgende betekenis:
- Grijs: rijden toegestaan met maximaal de snelheid die wordt aangegeven door de band rond de snelheidsklok. Bij deze kleur is de band rond de snelheidsklok donkerder dan de kleur van de naald.
- Geel: afremmen tot de snelheid die wordt aangegeven door de kleurovergang van grijs naar geel in de band rond de snelheidsklok.

Voor de treinbeïnvloeding worden twee extra kleuren van de naald en de band rond de snelheidsklok gebruikt:
- Oranje: De trein rijdt te snel. Bij een iets grotere overschrijding van de maximumsnelheid verschijnt er een kleine oranje verlenging van de band rond de snelheidsklok. Dan geldt een snelheidswaarschuwing. Het uiteinde van het verlengde oranje deel van de balk geeft aan boven welke snelheid de trein automatisch zal gaan remmen.
- Rood: de trein remt automatisch omdat de snelheid nog groter was dan de maximale snelheid waarvoor een snelheidswaarschuwing geldt. Als de trein automatisch remt kleurt de oranje verlenging van balk rond de snelheidsklok rood.

### Aanvullende rij-informatie
Direct onder de snelheidsklok is ruimte voor aanvullende rij-informatie, aankondigingen en opdrachten. De gele hoorn betekent dat de machinist of treinbestuurder de tyfoon moet bedienen. Iets meer naar rechts is met een symbool aangegeven in welke modus het ERTMS staat. Een oog in een vierkant geeft aan dat de ETCS-treinapparatuur in de modus "full supervision" staat; dat is standaardmodus van de ETCS-treinapparatuur. Iets lager is ruimte voor aanvullende rij-informatie en voor aankondigingen, bijvoorbeeld de aankondiging van de nadering van het begin of het einde van het traject dat met ERTMS is beveiligd.

### Tekstberichten
Linksonder staan tekstberichten. Er kan door de tekstberichten gescrold worden. Nog verder naar links is er ruimte voor enkele symbolen, waarmee bijvoorbeeld aangegeven wordt of de verbinding met GSM–R werkt.

### Planning
De planning staat rechtsboven op de DMI. Het planningsdeel toont informatie over het traject juist voor de trein. Deze informatie is schematisch op schaal weergegeven. Van onderaf gezien is de schaal tussen de eerste en tweede horizontale lijn lineair, en daarboven logaritmisch. De afstand waarmee vooruit gekeken kan worden kan de machinist of treinbestuurder aanpassen van één tot tweeëndertig kilometer. In de afbeelding hiernaast wordt informatie over de komende acht kilometer getoond. Deze informatie sluit aan de afbeelding met de spoorsituatie en de snelheidsprofielen (na het kopje Rijtoestemming).
Linksonder in de planning is te zien dat de tyfoon bediend moet worden, wat ook al is aangegeven bij de informatie onder de snelheidsklok. Iets verder naar boven te zien dat de stroomafnemers neergelaten moeten worden, even verder mogen ze weer omhoog. De verticale balk geeft aan of de spoorlijn stijgt, daalt of vlak loopt. De lichte delen geven de vlakke delen aan en de stijgende delen inclusief stijgingspromillages aan, de donkere delen dalende delen inclusief dalingspromillage. De in breedte variërende lichtblauwe balk rechts daarvan geeft globale informatie over de toegelaten snelheden. Hoe breder de balk, hoe sneller gereden mag worden. Te zien is dat op het hoogste deel van de baan een snelheidsbeperking geldt.
De gele streep geeft aan vanaf waar geremd moet worden, in deze afbeelding over een kleine 600 meter. De driehoekjes in de lichtblauwe balk met de punt naar beneden markeren de plaatsen vanaf waar een lagere maximumsnelheid geldt. In deze afbeelding wordt over ruim een kilometer een maximumsnelheid van 100 km/h van kracht. De driehoekjes met de punt naar boven markeren vanaf welke plaatsen de snelheid verhoogd mag worden. De getallen erachter geven de maximumsnelheid aan die vanaf die plaats geldt, in km/h. De bovenste driehoek met de snelheid 0 km/h geeft aan dat de trein op die plaats stil moet staan. De breedte van het lichtblauwe vlak geeft een indicatie van de naderende verminderingen van de maximumsnelheid.

### Positie en tijd
Rechtsonder op de DMI is ruimte voor de positie van de trein, die wordt aangegeven in baankilometers. Ook de tijd is zichtbaar.

### Menu
Helemaal rechts is het menu van de DMI zichtbaar. Via de knop 'Data view' kan de machinist of treinbestuurder gegevens van de trein en van hemzelf, zoals zijn dienstnummer, invoeren.

## ETCS-modi
De ETCS-treinapparatuur kent meerdere modi. Naast de standaardmodus “FS” (full supervision) zijn er modi voor het rangeren en voor 'rijden op zicht', wat bijvoorbeeld wordt toegepast als de seingeving hapert of als treinen buiten een rangeeremplacement gekoppeld moeten worden. Ook zijn er modi voor fout- en opstartsituaties. De DMI (driver machine interface) laat de ETCS-modus zien met een symbool rechtsonder de snelheidsklok.
| Modus                  | Symbool         | Beschrijving |
| ---------------------- | --------------- | --- |
| FS (Full Supervision)  | Symbool FS mode | De trein wordt volledig door ETCS bewaakt. In de ETCS-treinapparatuur is alle informatie over de spoorbaan aanwezig, bijvoorbeeld in hoeverre deze vrij is. MA's (movement authority's ofwel rijtoestemmingen) zijn uitsluitend afkomstig van ETCS-baanapparatuur. |
| AD (Automatic Driving) | Symbool AD mode | De trein wordt automatisch bestuurd. De machinist of treinbestuurder start de rit door de deuren te sluiten. Als de deuren zijn gesloten rijdt de trein automatisch naar het volgende station en stopt daar automatisch op de juiste plaats.                       |

| Modus                      | Symbool         | Beschrijving |
| -------------------------- | --------------- | --- |
| OS (On Sight)              | Symbool OS mode | De trein wordt beperkt bewaakt door ETCS. De machinist rijdt op zicht. De ETCS-treinapparatuur heeft geen informatie over het al of niet vrij zijn van de spoorbaan. In praktijk betekent dit meestal dat er een andere trein op de spoorbaan staat, bijvoorbeeld een trein waarmee gekoppeld moet worden. De standaardwaarde voor maximaal toegestane snelheid is 30 km/h, maar in Nederland is dit 40 km/h. |
| SH (Shunting)              | Symbool SH mode | Rangeermodus. ETCS bewaakt een maximale rangeersnelheid. De standaardwaarde voor de maximale snelheid bij rangeren is 30 km/h, maar in Nederland is dit 40 km/h. |
| SM (Supervised Manoeurvre) | Symbool SM mode | Een rangeerdeel wordt door ETCS bewaakt, vergelijkbaar met de modus Full Supervision. De locomotief kan een rangeerdeel trekken of duwen. |

| Modus                 | Symbool         | Beschrijving |
| --------------------- | --------------- | --- |
| SL (Sleeping)         | geen symbool    | Modus voor cabines waarin geen machinist of treinbestuurder zit. De machinist of treinbestuurder bedient de trein vanuit een andere cabine of locomotief. Voorbeelden zijn de achteruitrijdende cabine van de Thalys en meerdere locomotieven in treinschakeling. |
| NL (Non Leading)      | Symbool NL mode | Deze cabine of locomotief wordt bediend maar is niet de voorste cabine van de trein. Het gaat dan vaak om zware of lange treinen één of meer extra locomotieven die niet in treinschakeling met de voorste locomotief kunnen rijden. De machinist of treinbestuurder in deze cabine heeft een beperkte taak, bijvoorbeeld alleen het leveren van extra trekkracht als daarom wordt gevraagd. |
| PS (Passive Shunting) | geen symbool    | Rangeermodus voor cabines waarin geen machinist of treinbestuurder zit. De machinist of treinbestuurder bedient de trein vanuit een andere cabine of locomotief. De ETCS-treinapparatuur kan snel tussen PS en SH (shunting) geschakeld worden, zodat de of treinbestuurder bij rangeren makkelijk van cabine kan wisselen.                                                                  |

| Modus                    | Symbool         | Beschrijving |
| ------------------------ | --------------- | --- |
| UN (Unfitted)            | Symbool UN mode | Alleen de maximumsnelheid van het materieel wordt bewaakt. In deze modus kan een trein met ETCS-treinapparatuur rijden over spoorbaan zonder (werkende) ETCS-baanapparatuur én zonder een andere vorm van treinbeïnvloeding. Balises worden wel gelezen. In Nederland is het niet toegestaan om in UN te rijden. |
| LS (Limited Supervision) | Symbool LS mode | De trein wordt gedeeltelijk door ETCS bewaakt. In de ETCS-treinapparatuur is gedeeltelijke informatie over de spoorbaan aanwezig. MA's ofwel rijtoestemmingen komen niet alleen van ETCS-baanapparatuur, maar ook van baanseinen. Het seinbeeld van deze seinen is niet altijd bekend in de ETCS-baan- of -treinapparatuur. De machinist of treinbestuurder moet dus zelf op de baanseinen letten en er naar handelen. |
| SN (System National)     | Symbool SN mode | Aan de baanzijde is het nationale treinbeïnvloedingssysteem in gebruik. In de trein is de module voor het nationale treinbeïnvloedingssysteem is gekoppeld aan de ETCS-treinapparatuur en wordt de ETCS-DMI als informatiescherm gebruikt. Deze modes wordt gebruikt in het ERTMS-toepassingsniveau NTC ofwel level NTC.                                                                                               |

| Modus                  | Symbool         | Beschrijving |
| ---------------------- | --------------- | --- |
| NP (No Power)          | geen symbool    | De ETCS apparatuur is uitgeschakeld. |
| SB (Stand By)          | Symbool SB mode | Na inschakelen komt de ETCS treinapparatuur in de modus SB. ETCS bewaakt dat de trein stil blijft staan. De machinist of treinbestuurder kan bijvoorbeeld de modus SR (staff responsible) kiezen. |
| SR (Staff Responsible) | Symbool SR mode | De machinist of treinbestuurder is volledig verantwoordelijk. Deze modus wordt bijvoorbeeld gebruikt na het opstarten van de trein. Hiermee kan de trein naar de eerste balise rijden om een MA (movement authority of rijtoestemming) te ontvangen. Deze modus wordt ook gebruikt als de baanapparatuur uitvalt. De standaardwaarde voor de maximale toegestane snelheid is 40 km/h. Als de trein stil staat kan de machinist de maximaal toegestane snelheid wijzigen. |
| TR (Trip)              | Symbool TR mode | De trein reed verder dan het eindpunt van de movement authority ofwel rijtoestemming. Deze modus treedt ook op bij sommige storingen, bijvoorbeeld sommige leesfouten van een balise. Een noodremming brengt de trein tot stilstand. Na bevestiging door de machinist of treinbestuurder gaat de ETCS-treinapparatuur over in de modus PT (post trip). |
| PT (Post Trip)         | Symbool PT mode | Modus nadat de machinist of treinbestuurder de trip bevestigd heeft, de remmen kunnen weer gelost worden. |
| RV (Reversing)         | Symbool RV mode | De trein mag een beperkt stuk achteruit rijden, bijvoorbeeld na de modus PT (post trip). De modus RV is niet vaak toegestaan. |
| IS (Isolation)         | geen symbool    | De ETCS apparatuur heeft geen verbinding meer met zijn omgeving. ETCS bewaakt de trein dus niet. De noodrem is overbrugd, zodat de trein wel gesleept kan worden. |
| SF (System Failure)    | Symbool SF mode | Een fout in de ETCS apparatuur, de EB (emergency brake) is actief. |

## Baanapparatuur en treinapparatuur
Het ETCS bestaat uit baanapparatuur en treinapparatuur.

### Baanapparatuur
De baanapparatuur van ETCS geeft rijtoestemmingen van de blok- en stationsbeveiligingen door aan de treinen.
- In de eerste plaats 'vertaalt' de baanapparatuur de informatie van spoorwegseinen in de 'taal' van het European Rail Traffic Management System (ERTMS). De 'vertaalmodule' interface is bij ERTMS niveau 1 ondergebracht in LEU's (lineside electronic units) en bij ERTMS niveau 2 in RBC's (radio block centres). Bij ERTMS niveau 2 wordt de rijtoestemming vervolgens via GSM–R naar de trein gezonden.
- De treinapparatuur gebruikt eurobalises om de positie van de trein te ijken. In ERTMS niveau 1 worden eurobalises ook gebruikt om de rijtoestemming aan de treinen door te geven. Eurobalises zijn bakens in het spoor en werken als transponders. Eurobalises worden door een antenne van de trein met een krachtig radiosignaal aangestraald, waarop de eurobalise direct zijn informatie naar de trein zendt.

Onderstaande tabel bevat een overzicht van de baanapparatuur.
| ERTMS-niveaus  | Apparatuur                     | Omschrijving |
| -------------- | ------------------------------ | --- |
| niveau 1       | eurobalise met bekabeling      | Eurobalises hebben in ERTMS niveau 1 twee functies. Ze geven hun positie aan, zodat de treinapparatuur de positie van de trein (de 'kilometerteller') kan controleren. Daarnaast geven eurobalises bij ERTMS niveau 1 de rijtoestemming door. Om de rijtoestemming door te kunnen gegeven zijn er kabelverbindingen nodig tussen de LEU's en de eurobalises. |
| niveau 1       | lineside electronic unit (LEU) | Een LEU leidt de rijtoestemming af van de spoorwegseinen of krijgt deze door van de rijwegbeveiliging. Een LEU geeft rijtoestemmingen door aan eurobalises. |
| niveaus 2 en 3 | eurobalise zonder bekabeling   | Eurobalises hebben in de ERTMS niveaus 2 en 3 slechts één functie. Zij geven hun positie door aan de trein, zodat de treinapparatuur de positie van de trein kan corrigeren. Omdat eurobalises bij de ERTMS niveaus 2 en 3 geen rijtoestemmingen doorgeven, hebben zij geen bekabeling nodig. |
| niveaus 2 en 3 | radio block centre (RBC)       | Een RBC vervult twee functies. Zoals LEU's rijtoestemmingen doorgeven aan eurobalises, geven RBC's rijtoestemmingen door aan GSM–R-masten. Verzending van de rijtoestemming via GSM–R vereist dat er een 'treinadres' meegezonden moet worden, om ervoor te zorgen de rijtoestemming altijd naar de juiste trein gezonden wordt. Om deze reden houdt een RBC ook bij waar elke trein zich bevindt. Een RBC gebruikt hiervoor de informatie van de interlocking, en van de treinpositie die treinen meerdere malen per minuut via GSM–R doorgeven. |

### Treinapparatuur
ETCS-treinapparatuur biedt cabineseingeving treinbeïnvloeding.
- Cabineseingeving of cabinesignalering is het tonen van de rijtoestemming in de cabine, in plaats van met seinen langs de spoorbaan. Het ETCS toont rijtoestemming via een bedienscherm. Dit scherm wordt aangeduid met driver machine interface (DMI). Het is uitgevoerd als aanraakscherm, óf er zijn knoppen rond het scherm aangebracht. De machinist of treinbestuurder kan er informatie mee doorgeven aan de treinapparatuur.
- De ETCS-treinapparatuur bewaakt ook dat de trein op geen enkel moment sneller rijdt dan de snelheid die op het ETCS-bedienscherm is aangegeven. De informatie die voor de treinbeïnvloeding wordt gebruikt is exact gelijk aan de informatie die op de DMI is te zien. Rijdt de trein sneller dan toegestaan dan brengt de ETCS-treinapparatuur de trein tot stilstand. De ETCS-treinapparatuur biedt daarmee een geavanceerde treinbeïnvloeding.

ETCS-treinapparatuur is voor ERTMS niveaus 1 en 2 vrijwel gelijk. ERTMS niveau 3 kent extra ETCS-apparatuur. Voor treinen met ERTMS niveau 2 en 3 is naast ETCS-apparatuur ook GSM–R-apparatuur verplicht. Onderstaande tabel bevat een overzicht van de ETCS-treinapparatuur.
| ERTMS-niveaus | Apparatuur                        | Omschrijving |
| ------------- | --------------------------------- | --- |
| alle          | european vital computer (EVC)     | De computer in de trein die de rijtoestemming interpreteert, aan de machinist of treinbestuurder doorgeeft, en bewaakt. |
| alle          | driver machine interface (DMI)    | ETCS-bedienscherm voor machinist of treinbestuurder. |
| alle          | juridical recording unit (JRU)    | Een recorder die de ontvangen rijtoestemmingen en de handelingen van de treinbestuurder of machinist vastlegt. Vergelijkbaar met de flight recorder van een vliegtuig. |
| alle          | special transmission module (STM) | 'Vertaalt' (zo nodig en voor zover mogelijk) signalen van niet-ERTMS-systemen, zodat met ETCS beveiligde treinen gebruik kunnen maken van oudere treinbeïnvloedingssystemen. Elk merk treinbeïnvloeding vergt aangepaste technieken. |
| alle          | odometrie                         | Een plaatsbepaling van de positie van de trein is het noodzakelijk dat de ETCS-apparatuur kan voorkomen dat de trein het einde van de rijtoestemming niet overschrijdt. Om aan de betrouwbaarheidseisen te voldoen wordt naast het tellen van wielomwentelingen (odometrie) ook gebruikgemaakt van een versnellingsmeter en van een dopplerradar. Eurobalises worden gebruikt om de positie van de trein te herijken. Er is een studie gaande om ook de Galileosatellieten voor de plaatsbepaling van de trein in te zetten. |
| alle          | balise transmission module (BTM)  | Antenne voor eurobalises. |
| alle          | train interface                   | De interface of interfaces waarmee ETCS-boordapparatuur de apparatuur van de trein kan aansturen en/of uitlezen. Het gaat om treinapparatuur als remsystemen, de tractie, stroomafnemers, en om het vaststellen vanuit welke cabine de trein wordt bestuurd. |
| alle          | GSM–R                             | Bij niveau 1 kan volstaan worden met GSM–R-spraakradio. De aanwezigheid van GSM–R-dataradio is bij dit niveau niet verplicht. |
| niveau 3      | train integrity monitoring(TIM)   | Bewaking van de treinintegriteit, dat de trein niet gebroken is |

## Externe bronnen
- ERTMS-website van de UNISIG
- ETCS-website van de UIC

## Voetnoten
1. ↑  Dit gebeurt in alle drie ERTMS niveaus.
2. 1 2  Bij ERTMS niveau 1 wordt de positie van de trein niet doorgegeven. Bij ERTMS niveau 2 wordt alleen de positie van de voorzijde van de trein doorgegeven, bij ERTMS niveau 3 ook de lengte van de trein.
3. ↑  Bij ERTMS niveau 1 wordt de rijtoestemming doorgegeven via eurobalises, elektronische bakens. Bij ERTMS niveau 2 en 3 worden rijroestemmingen doorgegeven via GSM–Rail, een radioverbinding.
4. ↑  In Nederland bijvoorbeeld de seinen die staan in de hoofdstukken 1 en 2 van bijlage 4 bij de Regeling spoorverkeer.
5. ↑  In België bijvoorbeeld de seinen die staan in Hoofdstuk 2 'Vaste seininrichting - grote lichtseinen' in Bundel 3.1 'Lijnen met laterale seininrichting' van de Veiligheidsvoorschriften betreffende de exploitatie van de Spoorweginfrastructuur VVESI
6. ↑  In de afbeelding staan enkel snelheidsprofielen voor één enkele treincategorie. In praktijk kunnen er voor meerdere treincategorieën snelheidsprofielen doorgegeven worden. Zo kunnen voor bijvoorbeeld een goederentrein andere snelheidsprofielen gelden dan voor een stoptrein.
7. ↑  Dit is automatische treinbesturing in automatiseringsgraad 2
8. 1 2  Deze modus is nieuw in ERTMS baseline 4
9. 1 2 3  Dit maximum is vastgelegd in een zogenaamde national value. Lidstaten kunnen national values aanpassen.
10. ↑  Een radar die gebruikmaakt van het dopplereffect.

## Verwijzingen
1. 1 2  (en) Europees Spoorwegbureau, System Requirements Specification (SUBSET-026) (pdf, zip) paragraaf 2.5 (15 juni 2016).
2. ↑  (en) Europees Spoorwegbureau, System Requirements Specification (SUBSET-026) (pdf, zip) paragrafen 3.6.5.1.4 tot en met 3.6.5.1.5 en 7.5.1.143 (15 juni 2016).
3. ↑  (en) Europees Spoorwegbureau, System Requirements Specification (SUBSET-026) (pdf, zip) hoofdstuk 3 (15 juni 2016).
4. ↑  (en) Europees Spoorwegbureau, ETCS Driver Machine Interface (document ERA_ERTMS_015560) (pdf, zip) (13 mei 2016).
5. ↑  (en) Europees Spoorwegbureau, System Requirements Specification (SUBSET-026) (pdf, zip) hoofdstuk 4 (15 juni 2016).
6. ↑  Europese Commissie, Verordening (EU) 2016/919 (pdf) Bijlage III paragraaf 2.3 (27 mei 2016). “(...) Een trein die is uitgerust met een treinbeveiligingssysteem van klasse A [ofwel ERTMS] voor niveau 1 moet niet worden uitgerust met een GSM–R ETCS-radio voor datacommunicatie, maar wel over alle functies van niveaus 2 en 3 beschikken (...)”
7. ↑  (en) Francesco Rispoli ,  Fabio Senesi, Allessandro Neri, Andreas Schweizer, Uwe Wendland, Sandro Scalise, Michelle Castorina  (november 2014). Satellite localisation and IP-based public telecoms for ERTMS. Signal + Draht  2014 (106): 52-58
8. ↑  (en) Spoorwebureau van de Europese Unie, ETCS Train Interface FIS (SUBSET-034) (pdf) pagina 6 (17 april 2015). “This document specifies the functional interface between the ERTMS/ETCS on-board equipment (...) and the Vehicle, in which the equipment is installed.”